# Syconycteris australis
Syconycteris australis — вид рукокрилих, родини Криланових.

## Поширення, поведінка
Країни проживання: Австралія, Індонезія, Папуа Нова Гвінея. Зустрічається від рівня моря до 3000 м над рівнем моря. Мешкає в різних лісових місцях проживання: верхньо й нижньогірських лісах, низинних дощових лісах, сухих склерофільних лісистій місцевостях і болотах Melaleuca.